# LINE RECORDS
LINE RECORDS（ライン・レコーズ）は、LINE株式会社による日本のインディーズレーベル。

## 概要
2017年3月8日「音楽を通じたコミュニケーションの更なる活性化およびユーザーとの接点の拡大」を目的として設立。
CD発売は行っておらず、音楽配信のみのリリース形態となっている。
2017年、賞金100万円となるオーディション「LINEオーディション2017」が行われ、No title（後にSWALLOWと改名）が優勝。翌年1月にJINプロデュースによりデビューした。
2020年5月19日、川谷絵音プロデュースによるオリジナル音源をダウンロードできる「#LINEBGMセッション」を公開。

## 作品一覧
| 発売日         | タイトル                                                                  |
| -------------- | ------------------------------------------------------------------------- |
| 2017年3月8日   | Kan Sano「MODERN LINE (Kan Sano LINE Remix)」                             |
| 2017年6月20日  | Kan Sano「One Little LINE」                                               |
| 2017年7月13日  | のん「エイリアンズ」                                                      |
| 2018年1月23日  | 北原ゆか「Clover」                                                        |
| 2018年1月23日  | ELLE TERESA「MOSHI MOSHI」                                                |
| 2018年1月23日  | 零 feat.40mP「Special Days」                                              |
| 2018年1月23日  | とりしあ「LOVE FOR YOU」                                                  |
| 2018年1月23日  | 9th Nova「弱虫ヒーロー」                                                  |
| 2018年1月23日  | No title「rain stops, good-bye」                                          |
| 2018年3月23日  | 鈴木瑛美子「Can't take my eyes off of you」                               |
| 2018年8月15日  | れるりり feat. SiN「ディスティネーションゲーム」                          |
| 2018年10月31日 | 名前は、まだない。「ホシクラミ（Pro. by ナユタン星人）」                  |
| 2018年7月12日  | DJ MARUKOME feat. ゆるふわギャング「Kitchen」                             |
| 2018年11月9日  | DJ MARUKOME & スカート feat. tofubeats「高田馬場で乗り換えて」            |
| 2018年11月14日 | No title「ねがいごと」                                                    |
| 2018年11月28日 | ab initio「歓喜」                                                         |
| 2018年12月12日 | HARDY「ARE YOU READY」                                                    |
| 2019年2月6日   | ab initio「ミルクチョコレート」                                           |
| 2019年2月6日   | KAHOH「HERE WE ARE」                                                      |
| 2019年3月4日   | ab initio「幸せのヒント」                                                 |
| 2019年3月11日  | KAHOH「君がいるから」                                                     |
| 2019年3月29日  | ab initio「傷つけ合う僕ら」                                               |
| 2019年5月1日   | ab initio「令和」                                                         |
| 2019年5月29日  | KAHOH「ONLY SEVENTEEN」                                                   |
| 2019年6月11日  | ab initio「傘の日」                                                       |
| 2019年6月21日  | ab initio「Wedding」                                                      |
| 2019年7月19日  | ab initio「梅雨明け」                                                     |
| 2019年8月5日   | DJ MARUKOME Track making and composition by Shigeru Kishida「酵母ちゃん」 |
| 2019年8月9日   | ab initio「東京花火」                                                     |
| 2019年8月14日  | KAHOH「CHO VERY GOOD! (TikTok ver.)」                                     |
| 2019年9月4日   | KAHOH「CHO VERY GOOD!」                                                   |
| 2019年9月20日  | ab initio「さかさまの空」                                                 |
| 2019年10月25日 | ab initio「虹」                                                           |
| 2019年10月29日 | 竹内唯人「Only me」                                                       |
| 2019年11月29日 | ab initio「エンターテイナー」                                             |
| 2019年12月3日  | 竹内唯人「CINDERELLA」                                                    |
| 2019年12月18日 | BUZZ LA ZARU O EMAI「LINE（即興）」                                       |
| 2019年12月18日 | ab initio「ab initio BEST」                                               |
| 2020年1月8日   | KAHOH「CHERRY」                                                           |
| 2020年2月7日   | 竹内唯人「ニビイロ」                                                      |
| 2020年3月23日  | 竹内唯人「From Now On feat. Novel Core」                                  |
| 2020年3月25日  | KAHOH「GIRLS TALK」                                                       |
| 2020年5月26日  | 竹内唯人「Wonderland」                                                    |
| 2020年6月9日   | 竹内唯人「See The Light」                                                 |
| 2020年7月28日  | 竹内唯人「MOMENT」                                                        |
| 2020年8月14日  | KAHOH「Summer Time（feat. KENYA）」                                       |
| 2020年9月29日  | 竹内唯人「Silence」                                                       |
| 2020年10月13日 | 松本穂香「守ってあげたい（松任谷由実）」                                  |
| 2020年11月8日  | SWALLOW「SWALLOW」                                                        |
| 2020年11月27日 | 畠山有希「恋文」                                                          |
| 2020年12月8日  | りゅうと「Day by day」                                                    |
| 2020年12月10日 | 竹内唯人「THE FIRST」                                                     |
| 2020年12月14日 | KAHOH「Rendenzvous」                                                      |
| 2020年12月18日 | 虹色侍（ずま）「ボクのちいさなカラオケ」                                  |